# Asura butleri
Asura butleri là một loài bướm đêm thuộc phân họ Arctiinae, họ Erebidae.